# Рабенау (Саксонія)
Рабенау (нім. Rabenau) — місто в Німеччині, розташоване в землі Саксонія. Входить до складу району Саксонська Швейцарія — Східні Рудні Гори.
Площа — 30,72 км2. Населення становить 4400 ос. (станом на 31 грудня 2020).